# Trachysomus thomsoni
Trachysomus thomsoni är en skalbaggsart som beskrevs av Aurivillius 1923. Trachysomus thomsoni ingår i släktet Trachysomus och familjen långhorningar.
Artens utbredningsområde är Panama. Inga underarter finns listade i Catalogue of Life.